# Első Charleston Harbor-i csata
Az első Charleston Harbor-i csata az amerikai polgárháború 1863. április 7-én, Charleston (Dél-Karolina) közelében vívott ütközete volt. Az uniós flotta kilenc páncélozott csatahajóból állt, továbbá az USA szárazföldi hadseregének egy kontingense be volt osztva melléjük, de ők nem játszottak aktív szerepet az ütközetben. A Samuel Francis Du Pont ellentengernagy parancsnoksága alatt álló hajók megtámadták a charlestoni kikötő öblének bejárata mellett épült védműveket. A washingtoni Tengerészeti minisztérium illetékesei lenyűgöző győzelemben reménykedtek, mely igazolta volna az általuk kitalált új stratégiát, a páncélozott csatahajókra telepített nehéztüzérséggel folytatott hagyományos erődök ostromát.
Du Pont hét Passaic osztályú, új és erőteljes monitort kapott a feladathoz, az erős USS New Ironsidest és a kísérleti USS Keokukot. A párhuzamosan folyó egyéb tengeri műveleteket szüneteltették, mivel erőforrásaikat a Charleston elleni támadás magának igényelte. Hosszú előkészület után az árapály és a láthatósági viszonyok engedélyezték a támadást. A lassú monitorok csak késő délután tudtak jó pozíciót felvenni, és az apály beálltakor Du Pontnak félbe kellett szakítani a harcot. A tüzelés mindössze két óráig tartott és a hajók képtelenek voltak az első védművek közötti áthatolásra is. A visszavonuló flotta hajói közül egy süllyedőben volt, a maradék legtöbbje pedig sérüléseket szenvedett. Egy tengerész életét vesztette, huszonegy pedig megsebesült. A konföderációsok öt halottat és nyolc sebesültet veszítettek. A hajók kapitányaival való megbeszélés után Du Pont megállapította, hogy a sikerre szinte semmi esélye, így lemondott a csata másnapi felújításáról.

## Az ütközet háttere

### Az USA oldala
1862 végén, 1863 elején a háború kedvezőtlenül alakult az Unió számára. A konföderációs észak-virginiai hadsereget ugyan az Antietam melletti ütközetben megállították és visszafordulásra kényszerítették, de Marylandből súlyos veszteségei ellenére hazaért Virginiába, és a Fredericksburgnél nagy győzelmet aratott a Potomac hadsereg fölött, és sikeresen szétzilálta annak egységét. A nyugati hadszíntéren a Mississippi folyam ellenőrzéséért folytatott küzdelem Vicksburgnél holtpontra jutott. A Konföderáció visszaszerezte a texasi Galveston kikötőjét. Északon a közhangulat a háború ellen kezdett fordulni, melyet az 1862-es őszi választási eredmény is megmutatott: a republikánusok teret veszítettek. A Lincoln adminisztráció egyre növekvő nyomást gyakorolt hadseregparancsnokaira annak érdekében, hogy győzelmekkel csiholjanak új elszántságot a csüggedőkben. Ebben a hangulatban kezdte szorgalmazni a Tengerészeit minisztérium a charlestoni támadást.
Charleston katonai jelentősége 1863-ban mérsékelt volt, mivel a keleti hadszíntéren a harcok főként Virginia és más határállamok birtoklásáért folytak. A kikötő blokádtörő forgalma nem sokkal haladta meg Mobile-ét vagy  Savannah-ét; az Észak-Karolinai Wilmington fontossága messze meghaladta a többi kikötőét. Szimbolikus jelentősége azonban jóval meghaladta stratégiai fontosságát. A támadás egyik résztvevőjének szavai szerint "Fort Sumtert a közvélemény Északon és Délen is mint egy erőd citadelláját, a lázadás megtestesülését tartotta számon, és ebben a minőségében támadták és védelmezték."
A támadás leglelkesebb támogatója Gustavus V. Fox tengerészeti miniszterhelyettes volt. Foxot nagyban motiválta annak vágya, hogy a haditengerészetet függetlenítse a hadseregtől és kiemelje annak árnyékából. Fox irigyelte a szárazföldi hadsereg sikereit és az őket dicsérő sajtóvisszhangot, ezért szilárdan ragaszkodott hozzá, hogy Charleston elfoglalásának dicsősége kizárólag a haditengerészetnek jusson. Ezért nem aggasztotta különösebben, hogy Henry W. Halleck vezénylő tábornok nem vindikált nagyobb szerepet a hadseregnek a műveletben. Halleck mindössze 10 000-15 000 gyakorlatlan katonát volt hajlandó adni, akiknek feladata a tengerészet által kivívott siker elmélyítése, kihasználása lett volna, de máskülönben nem játszottak aktív szerepet.
A tengerészeti minisztérium a Dél-Atlanti blokádsvadron(en) minden elérhető páncélozott hajóját bevonta a műveletbe, Du Pont ellentengernagy parancsnoksága alá rendelve őket. Zászlóshajója a masszív USS New Ironsides lett. További hét darab Passaic osztályú monitorral rendelkezett a flotta, melyek mind az eredeti USS Monitor továbbfejlesztett verziói voltak. A sólyákról egyenesen Dél-Karolinába vezényelték őket. Ehhez csatlakozott a USS Keokuk kísérleti páncéloshajója. Ez egyben azt is jelentette, hogy legénységük tapasztalatlan volt a hajók kezelésében, sőt az egyik hajó tüzérei végül arra sem kaptak lehetőséget, hogy ágyúikat akár csak egyszer is elsüssék az ütközet előtt.

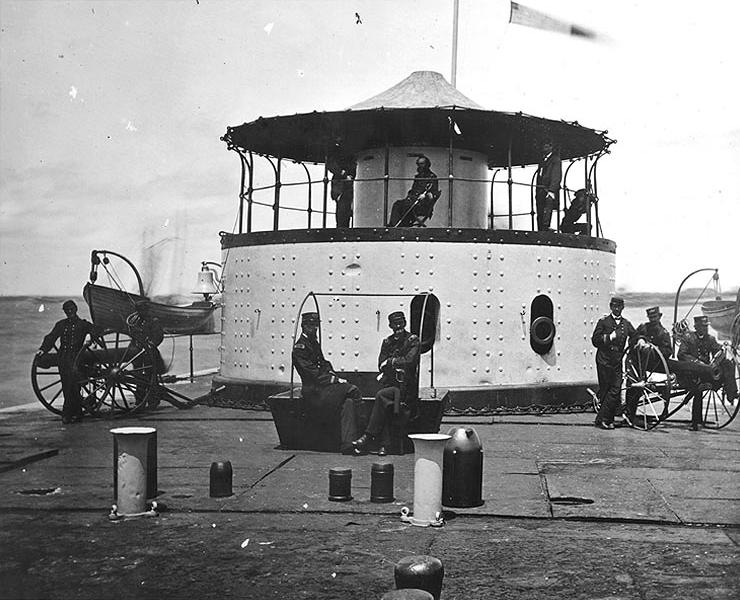
A USS Catskill, Passaic-osztályú monitor. A felépítmény baloldali ágyúállásában a képen sejteni lehet a nagyobbik ágyút, mely a jobb oldali kisebb löveggel ellentétben nem fért ki a nyíláson.

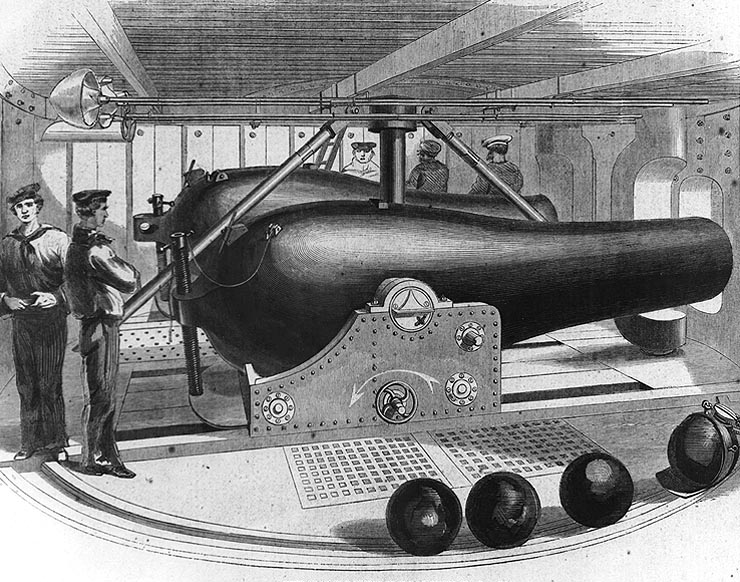
A Passaic-osztály ágyúállása belülről, a Harper's Weekly magazinban 1862-ben megjelent megjelent illusztráció.

Du Pont nem osztotta a minisztérium lelkesedését a páncélozott hadihajók iránt, mivel ugyan a parti tüzérség minden csapásának ellent tudtak állni, de lassúak voltak és támadóképességük is meglehetősen limitált maradt. A USS New Ironsides 16 ágyút hordozott, de abból egyszerre csak az egyik oldal 8 ágyúja tudott tüzelni egy célpontra; a Passaic osztályú monitorok pedig mindössze két ágyúval voltak felszerelve: egy 15 hüvelykessel és egy 11 hüvelykessel.
A felépítménybe telepített két eltérő kaliberű ágyú koncepcióját az magyarázza, hogy a Hampton Roads-i csata egyik tanulsága az volt, hogy a 11 hüvelykes ágyúk nem képesek leküzdeni a páncélozott csatahajók védelmét. Így a Passaic osztályú monitorokra nagyobb ágyúkat akartak rakni, melyekből azonban nem volt elegendő. Az eredetileg 11 hüvelykes ágyúk hordására tervezett felépítményben a 15 hüvelykes ágyú aránytalanul nagy helyet foglalt el és ki sem fért a túl szűk nyílásán, csak maga a lövedék. Mivel ha az ágyút ilyen állapotban elsütik, akkor a zárt térben keletkező nyomás megöli a kezelőszemélyzetet, Du Pont kénytelen lett az ágyú csöve köré egy fémtölcsért szerkesztetni, mely hermetikusan illeszkedett a felépítmény falához és így biztonságosan a fedélzetre vezette az ágyú elsütésekor keletkező lőporrobbanásból származó hőt, nyomást és füstöt. Csakhogy mivel ezek saját korukban már elavulófélben levő elöltöltős ágyúk voltak, a csőtorkolat hozzáillesztése miatt az ágyúk megtöltése drasztikusan lelassult mindkét lövegnél. A nagyobbik löveg legénységének a torkolat leszerelése és az ágyú utántöltéshez való kifordítása okozott gondot, míg a kisebbiknek a kezelőszemélyzetét a nagyobbik ágyú legénységének a tevékenysége akadályozta. Noha ezek hatásosabb lövegek voltak, mint az ellenük alkalmazott, átlagos 32 fontos ágyúk, de tűzgyorsaságuk sokkal kisebb volt amazokénál. A két lövés közötti utántöltési idő a hajókon elérte a hét percet. A normális méretű, 11 hüvelykes ágyúk, percenkénti 2-3 lövés tűzgyorsasága az eredeti 5-10%-ára csökkent, és a monitorok kapitányai nem akarták harcba vinni hajóikat, amelyet a minisztérium elutasított.
Du Pont a minisztérium monitorépítési programjától eleve nem volt elragadtatva, de mikor a minisztérium leveleiből értesült, hogy a haditengerészet terve szerint a hadsereg segítsége nélkül egyedül a monitorokra hagyatkozva kell bevennie Charlestont, további kételyei keletkeztek. Du Pont a háború eddigi részében éppen arról híresült el, hogy a haditengerészet és a hadsereg közös műveletei révén ér el sikereket, mint például Port Royal sikeres bevételét. Reed értékelése szerint Du Pont minden kételye ellenére sem nyújtott be másfajta haditervet Charleston elfoglalására. Legfőbb erőfeszítése inkább azt célozta, hogy hajói épségét megőrizze. Az ütközet értékelésekor figyelembe kell venni, hogy nyilvánvalóan nem hitt a győzelemben, így defetizmusa befolyásolhatta a kimenetelt is.

### A CSA oldala

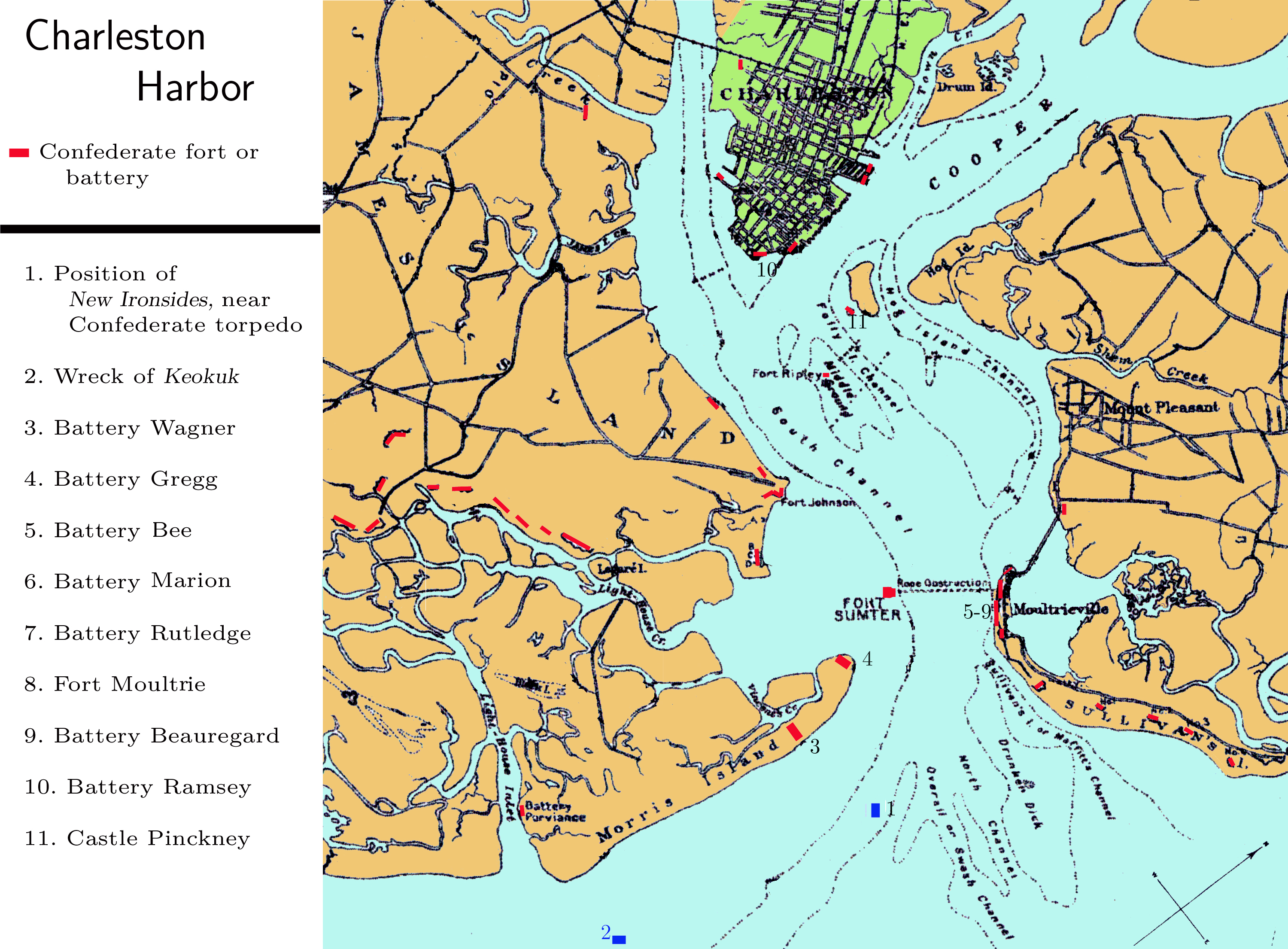
A konföderációs védelmi rendszer a Charlestoni öbölben.

P. G. T. Beauregard tábornagy irányította a Dél-Karolina, Georgia, Florida konföderációs körzetet. Mivel ő maga irányította a háborút 1861-ben kirobbantó Fort Sumter ostromát, így kimerítően ismerte a város körüli erődítményeket. Időközben megjárta az első Bull Run-i ütközetet, majd harcolt a nyugati hadszíntéren a Shiloh-i ütközetben és Corinth ostrománál, majd 1862 szeptemberében visszatért Charlestonba. Az irányítása alatt felállított ütegeket azóta betagolták a kikötő védelmi eszközei közé. Két utóda, John C. Pemberton vezérőrnagy és Roswell S. Ripley dandártábornok az elkövetkező másfél évben pár új szerzeménnyel gazdagították, de a lövegek zöme még mindig a régi volt. Pemberton irányította a Dél-Karolina és Georgia adminisztratív hivatalt, melyhez Beauregard visszatértekor hozzáadták Floridát. Ripley a hivatal Első Katonai Körzetét irányította, benne Charlestonnal.
Az öböl körül felépített erődítmények jól védtek az óceán felől érkező támadások ellen. A tengerhez legközelebb eső ágyúk a Wagner-üteg ágyúállásban voltak találhatóak és a Gregg ütegnél. Mindkettő a Morris Island szigetén helyezkedett el. Nem túl messze ezektől, az öböl egy emberkéz alkotta szigetén, a kikötővel azonos oldalon helyezkedett el Fort Sumter. Fort Moultrie és a hozzá tartozó lövegek némileg távolabb estek, mert a Sullivan's Islandre épültek. Mindezek együtt alkották az öböl külső, avagy elsődleges védelmi körét. A második kör a James Islanden épült Fort Johnsont és a Glover üteget, valamint a kikötőbeli Fort Ripley-t és a Castle Pinckney-t, továbbá a város déli végében levő white point-i üteget (Ramsay üteg) tartalmazta. A harmadik kört a Cooper, az Ashley folyón és Charlestonban elhelyezkedő számos üteg képezte, melyek a város szárazföld felől érkező fenyegetettségét voltak hivatva elhárítani. Összesen 385 földi telepítésű ágyút sorakoztattak fel. Ezzel a Charleston-öböl és a kikötő korabeli brit tengerésztisztek szerint a világ legfélelmetesebb erődített kikötőjévé vált.

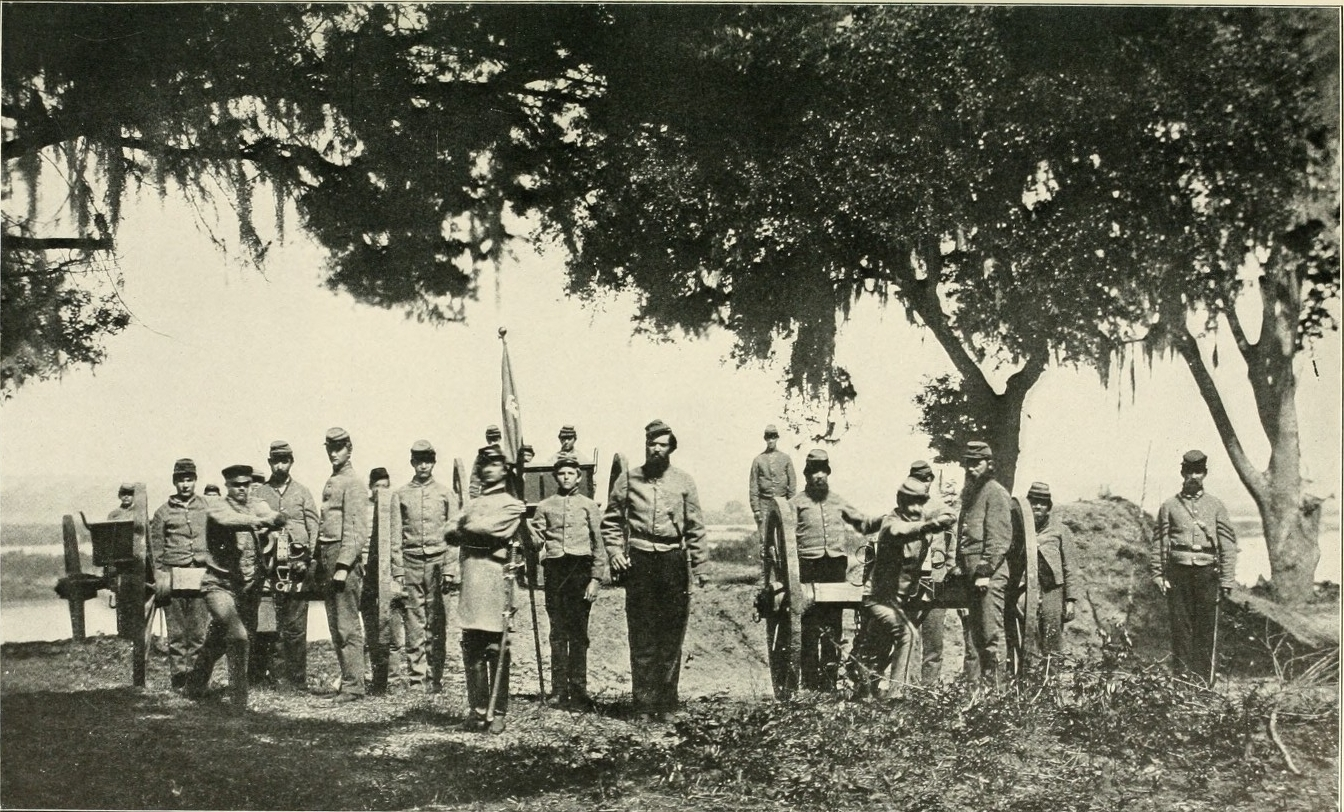
A konföderációs tüzérség a Charlestoni öbölben.

A védelem továbbá felvonultatott az öbölben elhelyezett hajóelhárító akadályokat. Az elsőként felállított akadály egy sor cölöp volt Fort Johnson és Fort Ripley között. Ez nem bizonyult hatásosnak, mivel az áramlatok és a viharok hamarosan nagy darabjait kiszakították. Később ezért Fort Moultrie és Fort Sumter közé egy "bumm"-ot telepítettek. A bummot fatörzseken úszó hatméteres vasúti síndarabok képezték, melyeket lánccal fogtak egybe és lehorgonyoztak bizonyos távközönként. A hullámzás és az árapály azonban ezt is kimozdította helyéből. Kötélgubancokkal is kiegészítették, melyeket az ellenséges gőzhajók csavarjainak megbénítására szántak. Az akadályokba fektetett munka ellenére a védők nem gondolták, hogy egy ellenséges támadóflottát komolyan hátráltatnának. Ugyanezt volt elmondható a torpedókkal kapcsolatban, melyeket a mai katonai terminológia vízi aknáknak hív. Du Pont azonban nem volt tudatában hiányosságaiknak, így az akadályok és a torpedók mégiscsak aggodalmakat keltettek az összecsapásra való készülődés időszakában.
Létezett egy déli hajókontingens, melyet a CSS Chicora és a CSS Palmetto páncélozott csatahajó képezett. A hajók készenlétben álltak a támadókkal való harcba bocsátkozásra, ha azok a város felé közelednének, ám harcba vetésükkel kapcsolatban nagy volt a vonakodás, mert lassúságuk miatt nem látszottak jelentős veszélyt jelenteni az északi monitorokra.
Charleston védelme erős volt, de Beauregard a legrosszabbra készült. Röviddel azután, hogy másodszor is átvette a katonai parancsnokságot a város környéke fölött azt az elhatározást hozta, hogy a várost utcáról utcára fogják védeni szükség esetén. Francis W. Pickens kormányzónak írt levelében a következőket jelentette ki: „Szerintem az emberek és a kormányzat, s így mindenki egységes abban a vágyban, hogy a várost minden áron megvédje.”

## A csata

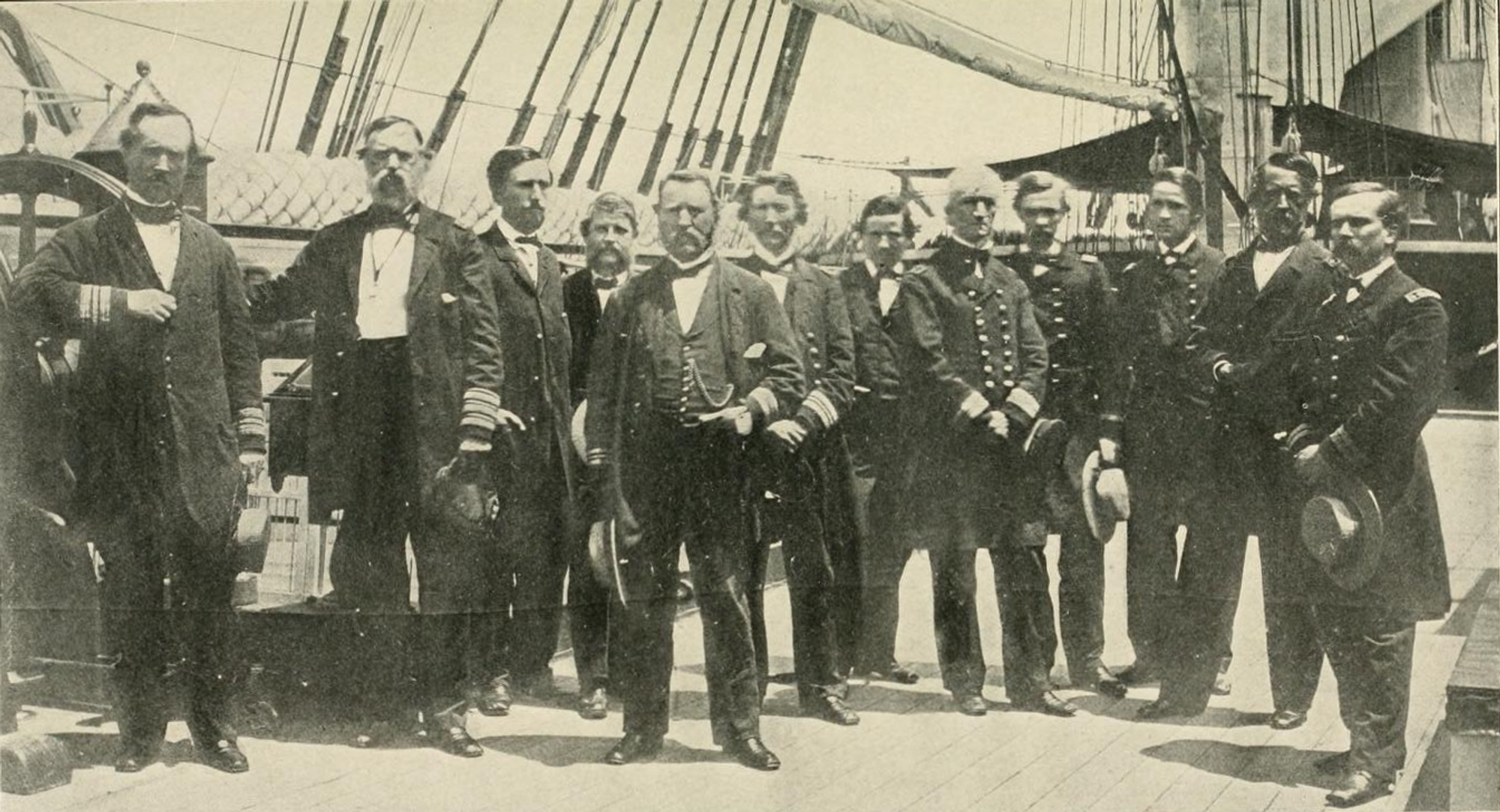
Du Pont és törzskara a USS Wabash fedélzetén 1863 áprilisában, a támadás előtt.

Du Pont kora áprilist jelölte ki a támadás megindítására, hogy a tavaszi áradás víztöbbletét és a telihold hozta dagályt kihasználhassa. A haditerv nem volt szofisztikált, lényegében arra szorítkozott, hogy elfoglalják Fort Sumtert és utána majd meglátják, hogyan tovább. Kevin J. Weddle szerint ez arra utalt, hogy Du Pont a felkészülési nehézségek miatt eleve kételkedett a sikerben és nem foglalkozott behatóbban azzal, hogy mi lesz majd a hipotetikus győzelem után.

### Aknaszedés
A támadásra kijelölt idő közeledtével az USA tengerészeti minisztériuma egy újdonságot mutatott be. Du Pont gyakran hangoztatta félelmét a kikötő elaknásítottságával kapcsolatban, ezért a minisztérium felszólította a monitorokat tervező John Ericssont, hogy fejlesszen ki védelmet az aknák ellen. Ericsson egy fatörzsekből álló, tutajszerű építményt tervezett, melyet a hajók orrához lehetett erősíteni. Minden tutajra kampókat raktak, mellyel az ellenség aknáinak horgonykötelét elnyírhatták, illetve a tutaj maga is robbanóanyagot hordozott, mellyel az ellenséges akadályokat fel lehetett robbantani. Két tutajt megépítettek és leszállítottak Dél-Karolinába a támadás idejére. Miután Du Pont admirális alá beosztott kapitányok megfontolták a tutajok által potenciálisan okozott kormányzási és kezelési problémákat, a hajók orrára való erősítést elvetették. A rájuk erősített saját akna különösen riasztóan hatott, mivel a szűk csatornán való hajóütközések nem ismert eredménnyel jártak volna. Mindössze John Rodgers, a USS Weehawken kapitányát lehetett meggyőzni a tutaj hordozásáról és csak abban az esetben, ha nem hordoz aknát. Haladás közben a tutaj olyan erősen verődött hajója orrának, hogy Rodgers eloldoztatta, mielőtt elértek volna az ellenséges aknákig.

### Végső előkészületek
A flotta április 5-én gyülekezett az öböl bejárata előtt. Du Pont egy kétárbócos szkúnert és a USS Bibb felderítőhajót a Keokuk védelme alatt kiküldte, hogy mérjék ki a bejárati csatornát és jelöljék ki bójákkal. A következő napon a ködös időjárás nehezítette a navigációt, ezért Du Pont egy nappal elhalasztotta a támadást. Április 7-én az öblöt megint köd ülte meg, de dél körül feltisztult és a támadás megindult.

### Az ütközetre sorakozó hajók
A támadást négy monitor vezette, melynek élén John Rodgers haladt a USS Weehawken fedélzetén. Útközben a Weehawken horgonya belegabalyodott a torpedómentesítő tutaj kampóiba, mely az indulást kb. egy órával késleltette. A hajó csak 3 csomós sebességre volt képes ezután, a mögötte haladóknak pedig ehhez a sebességhez kellett alkalmazkodniuk. A második a sorban a USS Passaic volt, melyet a charlestoni származású Percival Drayton kapitány irányított. Harmadikként a USS Montauk következett John L. Worden fregattkapitány parancsnoksága alatt. Worden hírnevét az alapozta meg, hogy ő volt a USS Monitor parancsnoka a CSS Virginiával vívott Hampton Roads-i csatában. A negyedik a Daniel Ammen irányította USS Patapsco volt, amit a zászlóshajó, a USS New Ironsides követett, fedélzetén a hajó parancsnokával, Thomas Turner sorhajókapitánnyal, Du Pont ellentengernaggyal, a flotta parancsnokával és helyettesével, Christopher Raymond Perry Rodgers-szel. Őket három monitor követte, a USS Catskill (parancsnoka George W. Rodgers, C. R. P. Rodgers testvére, és John Rodgers unokatestvére); a USS Nantucket (parancsnoka Donald M. Fairfax és a USS Nahant (kapitánya John Downes). Az Alexander C. Rhind irányította, ikertornyos USS Keokuk zárta a sort. A tartalék kötelék öt fegyvertelen hajója is jelen volt a támadásnál. Ezek a következők voltak: a USS Canadaigua, és a USS Housatonic csavaros naszádok, a USS Wissahickon, a USS Unadilla, és a USS Huron ágyúnaszádok. Utóbbi öt hajó nem hatolt be az akadályokon belülre és nem vett részt az ütközetben.
Majdnem két óra telt el a hajók elindulása és az első lövések leadása között. Ezalatt a New Ironsidesnak súlyos kormányzási gondjai voltak az erős áramlású, sekély vízben. Mikor az első monitorok tűz alá kerültek, a New Ironside kénytelen volt megállni és horgonyt vetni, hogy a zátonyra futást megakadályozza. Kiállt a csatasorból és a mögötte jövő négy hajó némi nehézségek árán elhaladt mellette. A CSA várakozó katonái számára igen előnyös helyen horgonyzott le, mert közvetlenül egy kb. 1360 kilogrammos, elektromos kapcsolású akna fölött állt meg. A parton elhelyezett kapcsolószerkezet azonban nem robbantotta fel az aknát. Az egyik elképzelés szerint egy társzekér kereke elvágta az aknához vezető drótot, a másik szerint a drót túlságosan hosszú volt és az elektromos töltés nem volt elég nagy hozzá, hogy szikrát lobbantson és detonálja a töltetet. Egy dezertőr, aki állítása szerint korábban részt vett az aknarakásban azt az elképzelést vázolta, hogy a töltet 5435 kilós volt és a meghibásodását szabotázs okozta.
Eközben a többi hajót egyfolytában lőtték. A konföderációs tüzérek a felkészülés hónapjai alatt gondosan belőtték a torkolat és az öböl minden négyzetméterét, gondosan kiszámított lőporadagokban és ágyúszögekben határozva meg a találathoz szükséges irányt. A felkészülés meghozta gyümölcsét, mert a déli tüzérek nagyon pontosan lőttek és valahányszor találatot értek el a monitorok felépítményén, az ágyútorony forgatásáért felelős szerkezet beragadt. A Weehawken elért egy sor bójáig, melyek Rodgers kapitány gyanúja szerint aknákat jelöltek, így elfordult és megállt, hogy megfontolja, mi legyen a következő lépése. Ekkor egy víz alatti robbanás megrengette a hajót; Rodgers azt gondolta, hogy egy akna okozta ezt, de néhány történész inkább az erődök egyikéből kilőtt lövedéket tartja valószínűnek. Mindenesetre a hajó nem szenvedett súlyos sérülést. A csatorna elhagyása miatt azonban a mögötte jövő hajók megzavarodtak és Du Pont csataterve összeomlott. A parti ütegekből jövő heves tűz távolabbra kényszerítette a flottát annál, amit az ellentengernagy elképzelt, így a saját tüzük nem volt elég pontos. Ennek ellenére nem a pontosság döntötte el a kimenetelt, hanem a tűzerőbeli különbség. Az ütközet két órája alatt a déli ágyúk 2000 lövést adtak le, melyből 520 célba is talált. Az uniós flotta mindössze 154-szer felelt. A hajópáncélzat megóvta a legénységet, de több hajó olyan sérüléseket szenvedett, amely befolyásolta harcképességüket, úgy mint tornyok és lövegnyílás fedők. A legrosszabb állapotban a Keokuk volt, melyet 90 találatot kapott, melyből 19 a vízvonal alatt érte. Rhind kapitány kivonta hajóját a harcból és csak nagy nehézséggel sikerült a felszínen maradnia, míg biztonságos vizekre ért. Ekkor már az apály is beköszöntött, ezért Du Pont másnapig felfüggesztette a támadást.

### Az ütközet vége
Du Pont hivatalos jelentésében arról ír, hogy szándéka szerint másnap reggel felújította volna a harcot, de beosztott kapitányai egy emberként ellenezték. A Keokuk az éj folyamán elsüllyedt (áldozatok nem voltak), két, vagy három másik monitor olyan sérüléseket szenvedett, melyek minimum napokra, de az is lehet, hogy hetekre akcióképtelenné tette őket, és a kapitányok véleménye szerint semmi jó nem származott volna a harc folytatásából. Még ha Fort Sumtert történetesen le is tudták volna rombolni, a többi erődítmény akkor is megmarad és a flotta még az elsődleges védelmi körön sem tudott áthatolni.
Így a csata véget ért. Az Unió egy páncélozott hadihajót veszített, Fort Sumter pedig rövid időn belül kijavítható sérülést szenvedett, bár annál valamivel súlyosabbat, mint ahogy azt Du Pont gondolta. A személyi veszteség meglehetősen alacsony maradt, a tüzelés hevessége ellenére. Az USA egyedül Edward Cobbot, a Nahant fedélzetmesterét veszítette el, akit egy ágyútalálat után leszakadó csavar ölt meg és 21 fő változó súlyosságú sebesülést szenvedett. A CSA veszteségei öt halottat és 8 sebesültet számláltak.

## Következmények
Gideon Welles tengerészeti miniszter döbbenten állt a kudarc fölött. A rendkívül alacsony veszteség ténye, hozzávéve Du Pont előzetes vonakodását azt sugallta számára, hogy a támadást lanyhán kivitelezték. Kritikája csak akkor szelídült meg, mikor John Rodgers, az ismerten tehetséges és rámenős tengerésztiszt is Du Pont mellé állt. Rodgers véleménye szerint Charlestont pusztán tengeri ostrommal nem lehetett bevenni, és ezt Wellesnek is el kellett fogadnia. A szükséges hadművelet mindkét fegyvernem egyesített erőfeszítését igénybe vette a sikerhez.
Welles és Fox belátta, hogy Du Pontnak igaza volt a kudarc borítékolhatóságában, de nem akarták feladni a műveletet, hanem utasítást küldtek, hogy Du Pont módosításokkal tervezzen meg egy újabb próbálkozást. Du Pont a levélváltás során egyre engedetlenebb hangnemet ütött meg és végül azt írta, hogy ha nem bíznak a hozzáértésében, amivel azt mondja, hogy Charlestont ilyen körülmények között lehetetlen bevenni, akkor váltsák le. A viszony jóvátehetetlenül megromlott, Welles 1862. június 3-án jóváhagyta a lemondást és Andrew H. Foote ellentengernaggyal váltotta föl Du Pontot. Foote szerencsétlenségére sosem tudott teljesen felépülni Fort Donelson ostrománál szerzett sebesüléséből, és meghalt mielőtt új beosztásáért jelentkezhetett volna. Welles emiatt némi megfontolás után után, vonakodva John A. Dahlgren ellentengernagy vállára helyezte a tengeri hadműveletek folytatásának felelősségét.
Du Pont beosztottjainak kegyesebb sors jutott osztályrészül: karrierjük nem szenvedte meg az ütközet fiaskóját. Heten közülük, John és C. R. P Rodgers, Ammen, Fairfax, Turner, Worden és Rhind később ellentengernaggyá lettek előléptetve. Draytont a minisztérium Navigációs osztályának élére jelölték, mely ellentengernagyi ranggal járt volna, de a szenátus jóváhagyására várva szívrohamot kapott és meghalt. George W. Rodgers a flotta legjobb kapitányai közé tartozott, de a második Charleston Harbor-i csata folyamán elesett.
A monitorok és a New Ironsides folytatta blokádfenntartó tevékenységét, de előbbiek ázsiója megszenvedte a sikertelenséget a konföderációsok körében. A Charleston ellen intézett következő támadásban mindegyik részt vett. Még az elsüllyedt Keokuk is játszott némi további szerepet a háborúban. Mivel sekély vízben süllyedt el, kéménye a felszínen maradt, így holléte tudott volt. A CSA kormánya felbérelte Adolphus W. LaCoste charlestoni lakost a két 11 hüvelykes ágyú kimentésére a roncsról. Ő és csapata éjjelenként, a blokádot fenntartó hajók számára észrevétlenül dolgozva sikeresen leszerelték és beszállították a kikötőbe az ágyúkat. Du Pont csak akkor szerzett tudomást róla, mi történt, mikor a charlestoni Mercury c. lap hírré tette.

## A témához illeszkedő további oldalak
- Második Charlestoni csata
- Fort Pulaski ostroma
- Hadihajók

## Fordítás
- Ez a szócikk részben vagy egészben  a   First Battle of Charleston Harbor című angol Wikipédia-szócikk ezen változatának fordításán alapul.  Az eredeti cikk szerkesztőit annak laptörténete sorolja fel. Ez a jelzés csupán a megfogalmazás eredetét és a szerzői jogokat jelzi, nem szolgál a cikkben szereplő információk forrásmegjelöléseként.